# Maciej Spławski
Maciej Jerzy Spławski (ur. 20 czerwca 1949 w Woli Pomianowej) – polski nauczyciel, samorządowiec i działacz sportowy, w 2002 prezydent Sieradza.

## Życiorys
Ukończył studia wyższe w zakresie wychowania fizycznego, a także podyplomowe z zakresu zarządzania. Do czasu przejścia na emeryturę pracował jako nauczyciel. W młodości trenował siatkówkę i lekkoatletykę. Udzielał się jako działacz sportowy, objął funkcję Ludowego Klubu Sportowego Piast Sieradz, zasiadł w organach Polskiego Związku Zapaśniczego.
Został działaczem Sojuszu Lewicy Demokratycznej. W latach 90. był radnym miejskim i wiceprzewodniczącym rady miejskiej w Sieradzu III kadencji. W 2002 przez kilka miesięcy sprawował urząd prezydenta miasta, kiedy to zastąpił Krzysztofa Michalskiego, który podał się do dymisji. W bezpośrednich wyborach samorządowych w 2002 ubiegał się o reelekcję, przegrał w drugiej turze z Barbarą Mrozowską-Nieradko (swoją zastępczynią). W 2006 i w 2010 uzyskiwał ponownie mandat radnego Sieradza.
W 2013 odznaczony Srebrnym Krzyżem Zasługi.